# Catherine Opie
Catherine Opie (née en 1961 à Sandusky dans l'Ohio) est une photographe américaine et militante pour les droits des LGBT.
Elle vit et travaille à Los Angeles.

## Biographie
Catherine Opie quitte sa famille pour étudier au California Institute of the Arts, elle en sort diplômée en 1988. 
De 2000 à 2001, elle enseigne la photographie à l'université Yale et depuis 2001, elle est professeur à l'université de Californie à Los Angeles (UCLA).
Elle a également été membre du conseil d'administration du Museum of Contemporary Art (MoCA), fonction qu'elle quitte en 2012, en contestation à la nomination de Jeffrey Deitch et à la démission du conservateur en chef, Paul Schimmel.

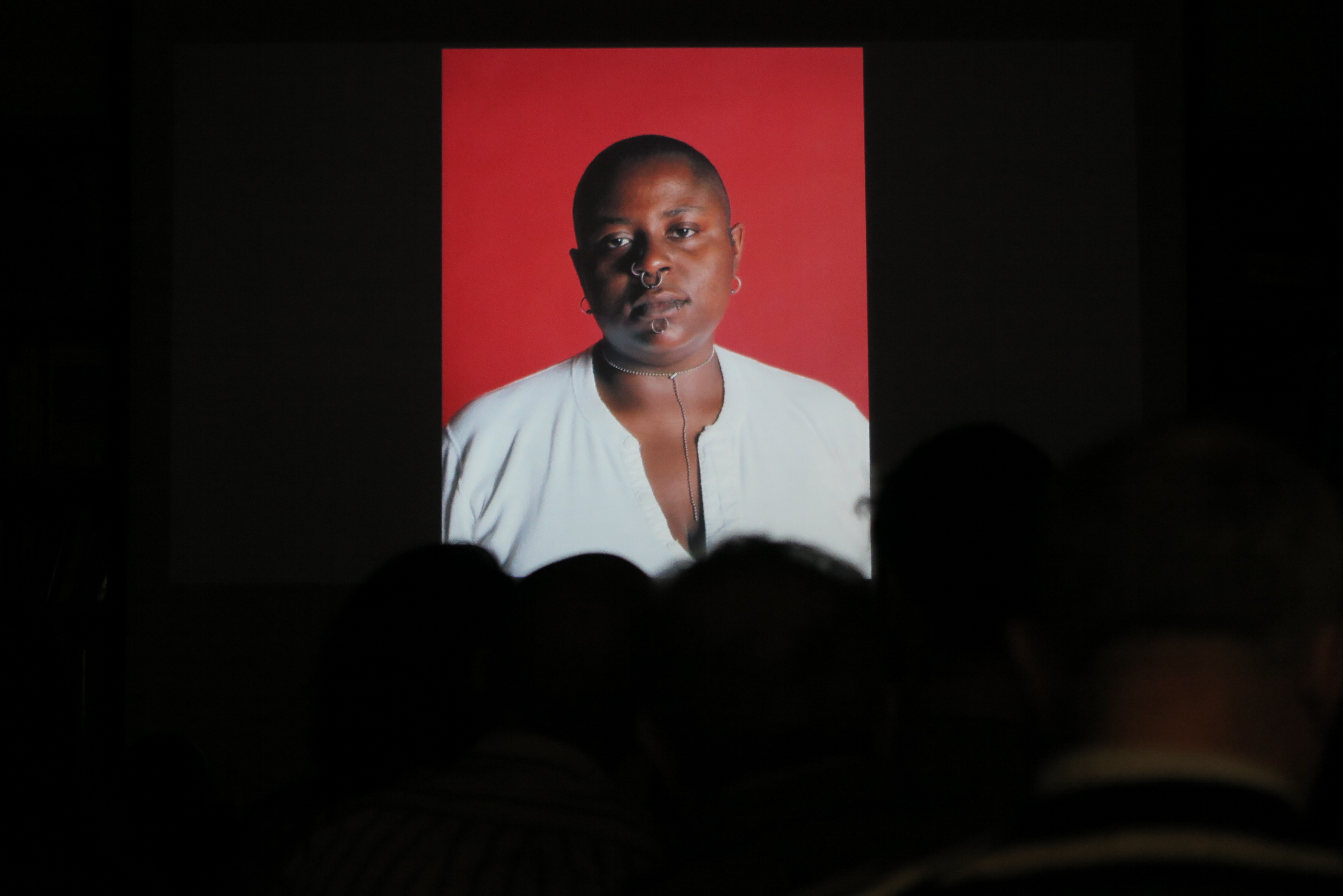
Catherine Opie y Philip Taaffe (26061226266)

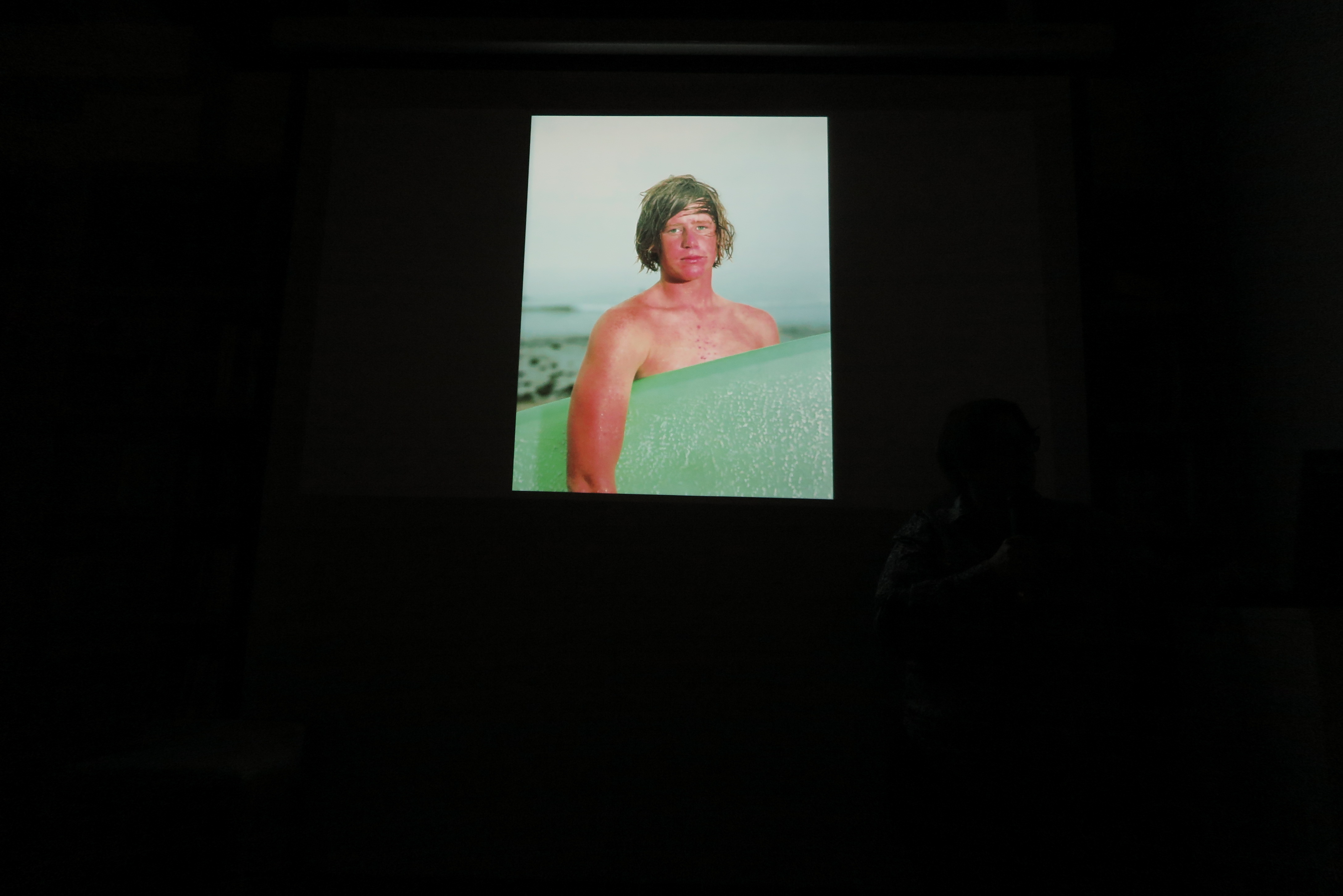
Catherine Opie y Philip Taaffe (25994630762)

## Carrière artistique
Très vite après ses études, Catherine Opie s’intéresse à la photographie. Elle réalise une série de portraits Being and Having au début des années 1990 dans laquelle les modèles sont placés devant un fond jaune, sans expression, ils fixent l'objectif. L'artiste joue avec les genres en apposant des moustaches, symbole masculin, à des femmes. 
Catherine Opie est aujourd'hui connue principalement pour ses clichés de couples lesbiens, de personnes transgenres et de pratiquants du BDSM (bondage et discipline, domination et soumission, sado-masochisme) comme Ron Athey ou les scarifications. Elle met en scène les personnes en leur faisant prendre des poses ou en leur demandant de rejouer des scènes de la vie quotidienne. Elle déclare à ce sujet : « Je suis un peu une documentariste tordue. » Elle se concentre sur le marginal et les personnalités avec une différence. 
Elle réalise aussi des portraits plus classiques de personnalités et artistes telles que Kara Walker, David Hockney ou Gillian Wearing ou encore de joueurs de football américain, surfeurs et lycéens. 
Son travail, notamment ses portraits, est rapproché par son esthétique de la peinture de la Renaissance flamande, elle-même revendique un héritage de Hans Holbein le Jeune.
Depuis 2001, elle se consacre surtout au paysage : vues du ciel ou de l'océan, espaces d'architecture urbaine,. 

## Expositions personnelles (sélection)
- Museum of Contemporary Art Los Angeles, 1997

- Saint Louis Art Museum, 2000

- Catherine Opie, The Photographers' Gallery, Londres, 2000[8]

- Walker Art Center, Minneapolis, 2002

- Museum of Contemporary Art, Chicago, 2006

- Catherine Opie: American Photographer, Solomon R. Guggenheim Museum, New York, 2008-2009

- Los Angeles County Museum of Art, 2010 et 2016

- Catherine Opie: Empty and Full, Institute of Contemporary Art, Boston, 2011[12]

- Catherine Opie: Portraits and Landscapes, Wexner Center for the Arts, Ohio State University, Columbus, 2015[10]

- Catherine Opie: 700 Nimes Road, Hammer Museum, Los Angeles, 2016[13]

## Collections
Ses œuvres sont présentes dans les collections de plusieurs grands musées internationaux à Los Angeles, New York, Chicago et Londres.

## Prix et distinctions
- Citibank Private Bank Emerging Artist Award, 1997[17]
- Larry Aldrich Award, 2004[2]
- United States Artist Fellowship, 2006[18]
- Women's Caucus for Art: President's Award for Lifetime Achievement, 2009[19]
- Julius Shulman Excellence in Photography Award, 2013[17]
- Smithsonian Archives of American Art Medal, 2016[20]
- Guggenheim Fellowship from the John Simon Guggenheim Memorial Foundation, 2019[21],[22]